# 威爾斯第四台
威爾士第四台（簡稱：S4C）是英国威爾斯地区的一家電視台，于1982年11月1日開播。2010年類比訊號停播前，S4C有兩條訊號：類比訊號以雙語（威爾斯語及英語，其中英語節目主要由英國第四台提供）廣播；數碼訊號則只以威爾斯語廣播。2010年4月后，該頻道完全使用威爾士語廣播。威爾士第四台曾于1999年至2010年开设S4C2频道，主要转播威爾斯國民議會或分流主频节目。威爾士第四台曾于2010年至2012年间短暂实施高标清同播，直至2016年6月恢复高标清同播至今。该频道与英國廣播公司蘇格蘭蓋爾語頻道一样，是世界原住民廣電聯盟的英国国内成员。2010年至2020年，威爾斯第四台平均有101名員工。

## 電視台與威爾斯語抗爭運動
Toni Schiavone 是威爾士語言學會（Cymdeithas yr Iaith Gymraeg）創會成員之一，19世紀中期，威爾斯地區的教育約95%以英語授課，政策難免影響操威爾斯語的人口，當時亦有預言，到19世紀末，威爾斯語便會消失。Schiavone 與同代人為威爾斯語抗爭，運動包括示威、靜坐抗議、還會毀壞純英語路牌。另外，抗爭者亦控訴當地電視台沒有威爾斯語頻道。經過一輪抗爭運動及威爾斯黨在地區選舉冒起，英國政府開始著手保育威爾斯語。1982 年正式成立威爾斯語公營電視台 S4C。